# Мокшенская
Мокшенская — деревня в Вельском районе Архангельской области. Входит в состав Муниципального образования «Усть-Шоношское».

## География
Деревня расположена в южной части Архангельской области, в таёжной зоне, в пределах северной части Русской равнины, в 69 километрах на северо-запад от города Вельска, на правом берегу реки Шоноша притока Вели. Ближайшие населённые пункты: на противоположенной стороне реки деревня Шоноша.
Часовой пояс
Мокшенская, как и вся Архангельская область, находится в часовой зоне МСК (московское время). Смещение применяемого времени относительно UTC составляет +3:00.

## Население
| 2002 | 2010 | 2012 | 2014 |
| ---- | ---- | ---- | ---- |
| 14   | ↘3   | →3   | →3   |

## История
Указана в «Списке населённых мест по сведениям 1859 года» в составе Вельского уезда(1-го стана) Вологодской губернии под номером «2261» как «Мокшенское». Насчитывала 9 дворов, 48 жителей мужского пола и 38 женского.
В материалах оценочно-статистического исследования земель Вельского уезда упомянуто, что в 1900 году в административном отношении деревня входила в состав Усть-Шеношского сельского общества Есютинской волости. На момент переписи в селении Мокшенская(Малая деревня) находилось 27 хозяйств, в которых проживало 73 жителя мужского пола и 79 женского.